# Warburgia ugandensis
Warburgia ugandensis es una especie de árbol de hoja perenne originario de África. Su nombre en inglés es Ugandan greenheart tree.

## Descripción
Es un árbol que alcanza un tamaño de hasta 42 m de altura, pero a menudo es bastante pequeño (± 5 m).

## Ecología
Se encuentra en el bosque tropical de tierras bajas, bosque siempreverde seco en tierras altas y sus reliquias en matorrales secundarios y pastizales, colinas de termitas y  en el bosque de pantano; a una altitud de 800-1100-2400 m s. n. m. (En África oriental)

## Usos
La madera es resistente al ataque de insectos y muy fuerte. Se utiliza comúnmente para el yugo de carros tirados por bueyes. Los primeros inmigrantes indios a Kenia, trabajando en la construcción de la vía férrea, utilizan las hojas para aromatizar sus curries antes de la introducción general de la planta de chili. El sabor es intensamente caliente y sutilmente diferente a los chiles.
Se ha reportado que los extractos de W. ugandensis presentan algunas propiedades antipalúdicas, antifúngicas y antibacterianas in vitro o en modelos animales.
La sobreexplotación insostenible de la corteza redujo la población de la subespecie longiflora a la Reserva Forestal Rondo en Tanzania, lo que llevó a la UICN a la lista como vulnerable en la Lista Roja de Especies Amenazadas.

## Taxonomía
Warburgia ugandensis fue descrita por Thomas Archibald Sprague  y publicado en Journal of the Linnean Society, Botany 37: 498. 1906.
Sinonimia
- Dawea ugandensis Sprague ex Dawe[5][6]